# Yanwei Xu
Yanwei Xu (China, 14 de junio de 1984) es una nadadora china especializada en pruebas de estilo libre, donde consiguió ser subcampeona olímpica en 2004 en los 4x200 metros.

## Carrera deportiva
En los Juegos Olímpicos de Atenas 2004 ganó la medalla de plata en los relevos de 4x200 metros estilo libre, con un tiempo de 7:55.97 segundos que fue récord de Asia, tras Estados Unidos (oro)y por delante de Alemania (bronce).